# Assimilation du soufre
 (février 2021).
Le contenu est difficilement compréhensible vu les erreurs de traduction, qui sont peut-être dues à l'utilisation d'un logiciel de traduction automatique.
Le soufre est un élément essentiel pour la croissance et le fonctionnement physiologique des plantes. Cependant, sa teneur varie fortement d'une espèce végétale à l'autre et il va de 0,1 à 6 % du poids sec des plantes.
Les sulfates absorbés par les racines sont la principale source de soufre pour la croissance, bien qu'ils doivent être réduits en sulfure avant d'être davantage métabolisés. Les racines plastides contiennent toutes des enzymes réductrices de sulfates. La réduction du sulfate en sulfure et son incorporation ultérieure dans la cystéine a principalement lieu dans les chloroplastes de la tige.
La cystéine est le précurseur ou le donneur de soufre réduit de la plupart des autres composés organiques soufrés des plantes. L'essentiel du soufre organique est présent dans la fraction protéique (jusqu'à 70 % du soufre total), sous forme de résidus cystéine et méthionine (deux acides aminés).
La cystéine et la méthionine sont très importantes dans la structure, la conformation et la fonction des protéines. Les plantes contiennent une grande variété d'autres composés organiques soufrés, comme les thiols (glutathion), les sulfolipides et les composés soufrés secondaires (alliines, glucosinolates, phytochélatines), qui jouent un rôle important dans la physiologie et la protection contre le stress environnemental et les ravageurs.
Les composés soufrés sont également d'une grande importance pour la qualité des aliments et pour la production de produits phytopharmaceutiques.

## Absorption des sulfates par les plantes
Le sulfate est absorbé par les racines qui ont une forte affinité. Le taux d'absorption maximal de sulfate est généralement déjà atteint à des niveaux de sulfate de 0,1 mM et moins. L'absorption du sulfate par les racines et son transport vers la pousse sont strictement contrôlés et il semble être l'un des principaux sites régulateurs de l'assimilation du soufre.
Le sulfate est activement absorbé à travers la membrane plasmique des cellules de la racine, puis chargé dans les vaisseaux du xylème et transporté vers la pousse par le courant de transpiration. L'absorption et le transport du sulfate dépendent de l'énergie (entraînés par un gradient de protons généré par les ATPases) à travers un co-transport proton / sulfate. Dans la pousse, le sulfate est déchargé et transporté vers les chloroplastes où il est réduit. Le sulfate restant dans le tissu végétal est principalement présent dans la vacuole, car la concentration de sulfate dans le cytoplasme est maintenue plutôt constante.
Des protéines de transport de sulfate distinctes assurent la médiation de l'absorption, du transport et de la distribution subcellulaire du sulfate. En fonction de leur expression génique cellulaire et subcellulaire et de leur fonctionnement possible, la famille des gènes des transporteurs de sulfate a été classée dans jusqu'à 5 groupes différents. Certains groupes sont exprimés exclusivement dans les racines ou les pousses ou exprimés à la fois dans les racines et les pousses.
- Le groupe 1 comprend les « transporteurs de sulfate de haute affinité », qui sont impliqués dans l'absorption du sulfate par les racines.
- Le groupe 2 sont des transporteurs vasculaires et sont des «transporteurs de sulfate de faible affinité».
- Le groupe 3 est ce qu'on appelle le « groupe feuille », cependant, on en sait encore peu sur les caractéristiques de ce groupe.
- Les transporteurs du groupe 4 sont impliqués dans l'efflux de sulfate des vacuoles, alors que la fonction des transporteurs de sulfate du groupe 5 n'est pas encore connue et fonctionnent probablement uniquement comme transporteurs de molybdate.

La régulation et l'expression de la majorité des transporteurs de sulfate sont contrôlées par l'état nutritionnel en soufre des plantes. Lors de la privation de sulfate, la diminution rapide du sulfate de racine est régulièrement accompagnée d'une expression fortement améliorée de la plupart des gènes de transporteur de sulfate (jusqu'à 100 fois), accompagnée d'une capacité d'absorption de sulfate considérablement améliorée. La nature de ces transporteurs n'est pas encore totalement résolue, que ce soit le sulfate lui-même ou les produits métaboliques de l'assimilation du soufre ( O-acétylsérine, cystéine, glutathion ) agissent comme des signaux dans la régulation de l'absorption du sulfate par la racine et son transport vers la pousse, et dans l'expression des transporteurs de sulfate impliqués.

## Réduction des sulfates dans les plantes
Même si les plastes racinaires contiennent toutes les enzymes de réduction du sulfate, la réduction du sulfate a lieu principalement dans les chloroplastes des feuilles. La réduction du sulfate en sulfure se produit en trois étapes. Le sulfate doit être activé en adénosine 5'-phosphosulfate (APS) avant sa réduction en sulfite .
L'activation du sulfate est catalysée par l' ATP sulfurylase, dont l'affinité pour le sulfate est plutôt faible (Km environ 1 mM) et la concentration de sulfate in situ dans le chloroplaste est très probablement l'une des étapes limitantes / régulatrices de la réduction du soufre. Par la suite, l'APS est réduit en sulfite, catalysé par l'APS réductase avec probablement du glutathion comme réducteur .
Cette dernière réaction est supposée être l'un des principaux points de régulation de la réduction du sulfate, car l'activité de l'APS réductase est la plus faible des enzymes de la voie de réduction du sulfate et elle a un taux de renouvellement rapide. Le sulfite est de haute affinité réduit par la sulfite réductase en sulfure avec la ferrédoxine comme réducteur. Le sulfate restant dans le tissu végétal est transféré dans la vacuole . La remobilisation et la redistribution des réserves de sulfate vacuolaire semblent être plutôt lentes et les plantes carencées en soufre peuvent encore contenir des niveaux détectables de sulfate.

## Synthèse et fonction des composés soufrés dans les plantes

### Cystéine
Le sulfure est incorporé à la cystéine, catalysé par la O-acétylsérine (thiol) lyase, avec l'O-acétylsérine comme substrat. La synthèse de l'O-acétylsérine est catalysée par la sérine acétyltransférase et avec l'O-acétylsérine (thiol) lyase, elle est associée en tant que complexe enzymatique appelé cystéine synthase .
La formation de cystéine est l'étape de couplage direct entre le soufre (métabolisme du soufre) et l'assimilation de l'azote chez les plantes. Cela diffère du procédé dans la levure, où le sulfure doit d'abord être incorporé dans l' homocystéine puis converti en deux étapes en cystéine.
La cystéine est un donneur de soufre pour la synthèse de la méthionine, le principal autre acide aminé soufré présent dans les plantes. Cela se produit par la voie de Trans sulfuration et la méthylation de l'homocystéine .
La cystéine et la méthionine sont des acides aminés contenant du soufre et sont d'une grande importance dans la structure, la conformation et la fonction des protéines et des enzymes, mais des niveaux élevés de ces acides aminés peuvent également être présents dans les protéines de stockage des graines. Les groupes thiol des résidus cystéine dans les protéines peuvent être oxydés, ce qui entraîne des ponts disulfure avec d'autres chaînes latérales cystéine (et forment la cystine) et / ou une liaison de polypeptides .
Les ponts disulfure ( liaisons disulfure) apportent une contribution importante à la structure des protéines. Les groupes thiol sont également d'une grande importance dans la liaison au substrat des enzymes, dans les groupes métal-soufre dans les protéines (par exemple les ferrédoxines) et dans les protéines régulatrices (par exemple les thiorédoxines).

### Glutathion
Le glutathion ou ses homologues, par exemple l'homoglutathion chez les Fabacées ; l'hydroxyméthylglutathion chez les Poacées sont les principaux composés thiols non protéiques hydrosolubles présents dans les tissus végétaux et représentent 1 à 2 % du soufre total. La teneur en glutathion dans les tissus végétaux varie de 0,1 à 3 mM. La cystéine est le précurseur direct de la synthèse du glutathion (et de ses homologues). Premièrement, la γ-glutamylcystéine est synthétisée à partir de la cystéine et du glutamate catalysés par la gamma-glutamylcystéine synthétase. Deuxièmement, le glutathion est synthétisé à partir de la γ-glutamylcystéine et de la glycine (dans les homologues du glutathion, la β-alanine ou la sérine ) catalysées par la glutathion synthétase. Les deux étapes de la synthèse du glutathion sont des réactions dépendantes de l'ATP. Le glutathion est maintenu sous forme réduite par une glutathion réductase dépendante du NADPH et le rapport du glutathion réduit (GSH) au glutathion oxydé (GSSG) dépasse généralement une valeur de 7. Le glutathion remplit divers rôles dans le fonctionnement des plantes. Dans le métabolisme du soufre, il agit comme réducteur dans la réduction des APS en sulfite. C'est également la principale forme de transport du soufre réduit dans les usines. Les racines dépendent probablement en grande partie de leur apport réduit en soufre du transfert des pousses / racines du glutathion via le phloème, puisque la réduction du soufre se produit principalement dans le chloroplaste. Le glutathion est directement impliqué dans la réduction et l'assimilation du sélénite en sélénocystéine. De plus, le glutathion est d'une grande importance dans la protection des plantes contre le stress oxydatif et environnemental et il déprime / piège la formation d' espèces oxygénées réactives toxiques, par exemple le superoxyde, le peroxyde d'hydrogène et les hydroperoxydes lipidiques. Le glutathion fonctionne comme réducteur dans la détoxification enzymatique des espèces réactives de l'oxygène dans le cycle glutathion- ascorbate et comme tampon thiol dans la protection des protéines via une réaction directe avec des espèces réactives de l'oxygène ou par la formation de disulfures mixtes. Le potentiel du glutathion comme protecteur est lié à la taille du pool de glutathion, à son état redox (rapport GSH / GSSG) et à l'activité de la glutathion réductase . Le glutathion est le précurseur de la synthèse des phytochélatines, qui sont synthétisées enzymatiquement par une phytochélatine synthase constitutive. Le nombre de résidus γ-glutamyl-cystéine dans les phytochélatines peut aller de 2 à 5, parfois jusqu'à 11. Malgré le fait que les phytochélatines forment des complexes dont quelques métaux lourds, à savoir. cadmium, on suppose que ces composés jouent un rôle dans l'homéostasie et la détoxification des métaux lourds par tamponnage de la concentration cytoplasmatique des métaux lourds essentiels. Le glutathion est également impliqué dans la détoxification des xénobiotiques, des composés sans valeur nutritionnelle directe ni importance dans le métabolisme, qui à des niveaux trop élevés peuvent affecter négativement le fonctionnement des plantes. Les xénobiotiques peuvent être détoxifiés dans des réactions de conjugaison avec le glutathion catalysé par la glutathion S-transférase, dont l'activité est constitutive ; différents xénobiotiques peuvent induire des isoformes distinctes de l'enzyme. Les glutathion S-transférases ont une grande importance dans la désintoxication et la tolérance aux herbicides en agriculture et leur induction par des antidotes d' herbicides (« safeners ») est l'étape décisive pour l'induction de la tolérance aux herbicides dans de nombreuses plantes cultivées. Dans des conditions naturelles, les glutathion S-transférases sont supposées jouer un rôle important dans la détoxification des hydropéroxydes lipidiques, dans la conjugaison des métabolites endogènes, des hormones et des produits de dégradation de l'ADN et dans le transport des flavonoïdes .

### Les sulfolipides
Les sulfolipides sont des lipides contenant du soufre. Les sulfoquinovosyl diacylglycérols sont les sulfolipides prédominants présents dans les plantes. Dans les feuilles, sa teneur comprend jusqu'à 3 à 6 % du soufre total présent. Ce sulfolipide est présent dans les membranes plastidiennes et est probablement impliqué dans le fonctionnement du chloroplaste. La voie de biosynthèse et la fonction physiologique du sulfoquinovosyl diacylglycérol sont toujours à l'étude. D'après des études récentes, il est évident que le sulfite est le précurseur probable du soufre pour la formation du groupe sulfoquinovose de ce lipide.

### Composés soufrés secondaires
Les espèces de Brassica contiennent des glucosinolates, qui sont des composés secondaires contenant du soufre. Les glucosinolates sont composés d'un groupement β-thioglucose, d'un oxime sulfoné et d'une chaîne latérale. La synthèse des glucosinolates commence par l'oxydation de l'acide aminé parent en un aldoxime, suivie de l'addition d'un groupe thiol (par conjugaison avec le glutathion) pour produire du thiohydroximate. Le transfert d'un fragment glucose et sulfate achève la formation des glucosinolates.
La signification physiologique des glucosinolates est encore ambiguë, bien qu'ils soient considérés comme fonctionnant comme des composés puits dans des situations d'excès de soufre. Lors de la rupture tissulaire, les glucosinolates sont dégradés par voie enzymatique par la myrosinase et peuvent donner une variété de produits biologiquement actifs tels que des isothiocyanates, des thiocyanates, des nitriles et des oxazolidine-2-thiones. On suppose que le système glucosinolate-myrosinase joue un rôle dans les interactions plante- herbivore et plante- pathogène.
De plus, les glucosinolates sont responsables des propriétés aromatiques des Brassicaceae et ont récemment fait l'objet d'une attention particulière en raison de leurs propriétés anti- cancérigènes potentielles. Les espèces d'allium contiennent des γ- glutamylpeptides et des alliines (S-alk (en) yl cystéine sulfoxydes). La teneur en ces composés secondaires soufrés dépend fortement du stade de développement de la plante, de la température, de la disponibilité en eau et du niveau de nutrition azotée et soufrée. Dans les bulbes d'oignon, leur teneur peut représenter jusqu'à 80 % de la fraction de soufre organique. On en sait moins sur la teneur en composés soufrés secondaires au stade semis de la plante.
On suppose que les alliines sont principalement synthétisées dans les feuilles, d'où elles sont ensuite transférées à l'échelle de bulbe attachée. Les voies de synthèse biosynthétiques des γ-glutamylpeptides et des alliines sont encore ambiguës. Les γ-glutamylpeptides peuvent être formés à partir de la cystéine (via la γ-glutamylcystéine ou le glutathion) et peuvent être métabolisés en les alliines correspondantes par oxydation et hydrolyse ultérieure par les γ-glutamyl transpeptidases.
Cependant, d'autres voies possibles de synthèse des γ-glutamylpeptides et des alliines ne peuvent être exclues. Les alliines et les γ-glutamylpeptides sont connus pour avoir une utilité thérapeutique et pourraient avoir une valeur potentielle comme phytopharmaceutique. Les alliines et leurs produits de dégradation (par exemple l'allicine ) sont les précurseurs d'arôme de l'odeur et du goût des espèces. L'arôme n'est libéré que lorsque les cellules végétales sont perturbées et que l'enzyme alliinase de la vacuole est capable de dégrader les alliines, produisant une grande variété de composés contenant du soufre volatils et non volatils. La fonction physiologique des γ-glutamylpeptides et des alliines n'est pas très claire.

## Métabolisme du soufre dans les plantes et pollution de l'air
La croissance économique rapide, l'industrialisation et l'urbanisation sont associées à une forte augmentation de la demande d'énergie et des émissions de polluants atmosphériques, notamment le dioxyde de soufre (voir aussi les pluies acides ) et le sulfure d'hydrogène, qui peuvent affecter le métabolisme des plantes. Les gaz de soufre sont potentiellement phytotoxiques, cependant, ils peuvent également être métabolisés et utilisés comme source de soufre et même être bénéfiques si la fertilisation au soufre des racines n'est pas suffisante.
Les pousses végétales forment un puits pour les gaz soufrés atmosphériques, qui peuvent être directement absorbés par le feuillage (dépôt sec). L'absorption foliaire de dioxyde de soufre dépend généralement directement du degré d'ouverture des stomates, car la résistance interne à ce gaz est faible. Le soufre est très soluble dans l'eau apoplastique de la mésophylle, où il se dissocie sous formation de bisulfite et de sulfite .
Le sulfite peut entrer directement dans la voie de réduction du soufre et être réduit en sulfure, incorporé dans la cystéine, puis dans d'autres composés soufrés. Le sulfite peut également être oxydé en sulfate, de manière extra- et intracellulaire par des peroxydases ou catalysé de manière non enzymatique par des ions métalliques ou des radicaux superoxyde, puis réduit et assimilé à nouveau. Un excès de sulfate est transféré dans la vacuole; des niveaux accrus de sulfate foliaire sont caractéristiques des plantes exposées. L'absorption foliaire du sulfure d'hydrogène semble être directement dépendante de la vitesse de son métabolisme en cystéine et par la suite en d'autres composés soufrés. Il existe des preuves solides que l'O-acétyl-sérine (thiol) lyase est directement responsable de la fixation active du sulfure d'hydrogène atmosphérique par les plantes.
Les végétaux sont capables de transférer du sulfate au soufre atmosphérique absorbé par le feuillage comme source de soufre et des concentrations de 60 ppb ou plus semblent suffisantes pour couvrir les besoins en soufre des végétaux. Il y a une interaction entre l’utilisation du soufre atmosphérique et pédosphérique. Par exemple, l’exposition au sulfure d’hydrogène peut entraîner une diminution de l’activité de la réductase de l’APS et une baisse de l’absorption des sulfates.

## Voir également
- Nutrition végétale
- Sulfonucléotide réductase
- Métabolisme du soufre